# 2024年12月

## 12月1日
- 罗马尼亚举行2024年罗马尼亚议会选举。[1]
- 美國總統喬·拜登特赦其子亨特·拜登。[2]

## 12月2日
- 台湾资深艺人刘家昌因癌症病逝。[3]

## 12月3日
- 大韓民國總統尹錫悅宣布戒嚴。[4]

## 12月4日
- 法國政府被國民議會倒阁，总理米歇尔·巴尼耶辞职，属第五共和国以来首次[5]。
- 立陶宛總統吉塔納斯·瑙塞達承認金陶塔斯·帕盧茨卡斯內閣。[6]
- 台湾知名作家琼瑶在新北淡水寓所轻生，享寿86岁。[7]

## 12月5日
- 韓國國防部長官金龍顯辭職。[8]
- 巴拉圭宣布以干涉内政为由驱逐一名鼓吹一个中国原则的中国外交人员。[9]

## 12月6日
- 羅馬尼亞憲法法院推翻之前決定，宣稱11月24日舉行的總統選舉第一輪投票受到俄羅斯干涉，結果無效。[10]
- 毛里求斯議會選出達拉姆·戈庫爾（英语：Dharam Gokhool）為毛里求斯總統。[11]
- 布基納法索軍事政府解除總理阿波里奈爾·克耶勒姆·德·坦貝拉（英语：Apollinaire J. Kyélem de Tambèla）的職務。[12]
- 日本演员中山美穗被发现死于家中，终年54岁。[13]
- 新加坡一名28岁男子因强奸罪、酒驾及危险驾驶罪被判处9年六个月又4周及鞭刑6下。[14]

## 12月7日
- 迦納舉行大選，總統選舉中前總統约翰·德拉马尼·马哈马再次當選。[15]
- 因投票议员人数未达到法定所需门槛，尹錫悅彈劾案未获得通过。[16]
- 布基納法索軍事政府任命讓·埃馬紐爾·烏埃德饒戈（英语：Jean Emmanuel Ouédraogo）為總理。[17]
- 巴黎圣母院重新开放。[18]

## 12月8日
- 叙利亚反对派攻占首都大马士革，总统巴沙尔·阿萨德举家逃往莫斯科，宣告其政权終結。[19]
- 阿萨德政权垮台后，以色列国防军入侵敘利亞庫奈特拉省。[20]
- 韓國行政安全部長李祥敏辭職。[21]
- 迈凯伦车队夺得2024年世界一级方程式锦标赛车队总冠军。[22]

## 12月9日
- 湯加總理肖西·索瓦萊尼請辭。[23]
- 澳大利亚与瑙鲁签署一项安全条约。[24]
- 穆罕默德·賈拉利卸任敘利亞總理一職，移交權力給穆罕默德·巴希爾領導的第一屆敘利亞過渡政府[25]。
- 韓國法務部承認高位公職者犯罪搜查處提出的禁止總統尹錫悅出境措施。[26]

## 12月10日
- 韩国国会通过决议案，要求迅速逮捕现任总统尹锡悦[27]。
- 中共与中华人民共和国政府为了对中华民国总统賴清德出访南太平洋的三个邦交国以及在美国夏威夷和关岛过境并与美国部分政要通电话表达不满，中国人民解放军海军和中国海警局向台湾岛和日本南部诸岛的附近海域以及东海和南海部署九十多艘海军舰艇和海警船，欲封锁第一岛链阻止外国海军入内。[28][29]中華民國國防部回应称，此次解放军海军部署的规模是自1996年中華民國總統選舉期间的军事演习以来最大。[30]
- 巴西總統盧拉因顱內出血在聖保羅接受緊急手術。[31]
- 中國最高人民检察院以涉嫌受贿罪對农业农村部原党组书记、部长唐仁健作出逮捕决定。[32]

## 12月11日
- 瑞士議會選出卡琳·凯勒-祖特尔和居伊·帕姆兰分別擔任2025年的總統和副總統。[33]
- 国际足联宣布2034年世界杯足球赛由沙特阿拉伯主办[34]。

## 12月12日
- 保加利亚与罗马尼亚获准于2025年1月1日起完全加入申根区[35]。
- 阿卜迪拉赫曼·穆罕默德·阿卜杜拉希就任索馬利蘭總統。[36]
- 韓國大法院駁回曹國的上訴，導致其偽造公文罪成，喪失議員資格。[37]
- 多曼拉朱·古凯什在2024年国际象棋世界冠军赛中战胜丁立人，成为历史上最年轻的国际象棋世界冠军。[38]
- 、摩根·沃倫和查普爾·羅恩分別在2024年告示牌音樂獎獲得最佳歌手、最佳新人和最佳男歌手[39]。

## 12月13日
- 弗朗索瓦·贝鲁被任命為新任法國總理。[40]
- 《宇宙机器人》获得游戏大奖年度游戏奖（英语：The Game Award for Game of the Year）。[41]

## 12月14日
- 喬治亞總統選舉由米哈伊爾·卡韋拉什維利當選，但受反對派及時任總統薩洛梅·祖拉比什維利抵制。[42]
- 韩国国会以204票支持、85票反对通过总统尹锡悦的弹劾案，其职务由总理韩惪洙代行。[43]
- 巴西警方以涉嫌妨礙涉政變調查為由，逮捕前國防部長沃特·內托（英语：Walter Braga Netto）。[44]
- 评级机构穆迪将法国的主权信用评级下调至Aa3，评级展望为“稳定”。[45]
- 美国社交媒体Meta宣布将向特朗普总统就职仪式基金会捐赠一百万美元，虽然这并不符合该公司及其总裁扎克伯格的一贯作风。[46]
- 熱帶氣旋奇多（英语：Cyclone Chido）吹襲馬約特，造成數百或上千人死亡。[47]

## 12月15日
- 唐納·川普夫妻在海湖莊園與安倍昭惠會面。[48]
- 英国王室成员安德鲁王子的中国亲信杨腾波（英语：Yang Tengbo）被高等法院列为中国间谍，禁止进入英国，其代号为H6。[49]

## 12月16日
- 德國朔爾茨內閣未能在德国联邦议院通过信任动议，奥拉夫·朔尔茨将提请德国总统弗兰克-瓦尔特·施泰因迈尔解散联邦议院，在2025年2月23日举行新的选举。[50]
- 吉爾吉斯斯坦總理阿克爾別克·扎帕羅夫被總統薩德爾·扎帕羅夫解職，總統任命副總理阿德爾別克·卡西馬里耶夫（英语：Adylbek Kasymaliev）任總理代理。[51]
- 加拿大財政部長克里斯蒂婭·弗里蘭辭職。[52]
- 韓國執政黨國民力量黨首韓東勳宣布辭職。[53]
- 以色列宣布关闭驻爱尔兰的大使馆（英语：Embassy of Israel, Dublin）。[54]
- 美国威斯康辛州首府麦迪逊私立学校丰盛生命基督教学校遭到一名15岁少女持枪袭击，导致其在内的3人死亡。[55]

## 12月17日
- 瓦努阿圖首都維拉港所在地埃法特島附近發生7.3級地震（英语：2024 Port Vila earthquake）。[56]
- 俄罗斯三防部队司令伊戈尔·阿纳托利耶维奇·基里洛夫在莫斯科遭乌克兰情报部门人员引爆炸弹暗杀，得年54岁。[57]
- 被英国情报机构军情五处指控为中共当局服务的英籍律师李贞驹（英语：Christine Lee (lawyer)）在她起诉该机构的诉讼中败诉。[58]
- 巴西前鋒維尼修斯在國際足協最佳足球獎首封世界足球先生，西班牙中場艾塔娜·邦馬蒂二度蟬聯世界足球小姐[59]。
- 首批由台湾国防部向美国采购的M1A2T主战坦克（T是台湾的英文缩写）运达台湾。中共对此表示强烈不满。[60]

## 12月18日
- 法国前总统萨科齐因腐败和以权谋私被判处一年监禁，萨科齐已将此案提交至欧洲人权法院。[61]
- 阿德爾別克·卡西馬里耶夫（英语：Adylbek Kasymaliev）被任命為吉爾吉斯斯坦總理。[62]
- 愛爾蘭總理西蒙·哈里斯因議會換屆暫辭。[63]
- 一名49岁女子在神户地铁三宫站持刀伤人，导致一名70岁左右的女性背部受伤送医。[64]
- 越南河内北慈廉郡范文同街一家卡拉OK厅遭不明人士投掷汽油桶后起火，至少10人死亡。[65]
- 皇马3比0击败帕丘卡，赢得首届國際足協洲際盃冠军[66]。

## 12月19日
- 台中市全聯倉儲發生重大火災，造成9人死亡，8人受傷[67]。
- 阿布哈茲人民議會發生槍擊案，造成1死1傷[68]。
- 法國亞維農法院裁定多明尼克·佩利科特及另外50人涉及大規模迷姦案罪名成立[69]。

## 12月20日
- 慶祝澳門回歸祖國25周年大會暨澳門特別行政區第六屆政府就職典禮舉行，中共中央總書記習近平出席[70]。
- 克里斯特倫·弗羅斯塔多蒂爾（英语：Kristrún Frostadóttir）就任冰島總理。[71]
- 台湾立法院三读通过《公职人员选举罢免法》、《宪法诉讼法》和《财政收支划分法》的修正草案。[72]
- 德國萨克森-安哈尔特州马格德堡的圣诞市场（德语：Magdeburger Weihnachtsmarkt）发生汽车冲撞袭击，造成2人死亡，68人受伤。[73]
- 乌克兰对库尔斯克州发射导弹进行回击，杀死6人，10人受伤。[74]
- 马来西亚交通部长陆兆福宣布与美国海洋机器人公司Ocean Infinity合作，重启马来西亚航空370号班机的搜寻工作（英语：Search for Malaysia Airlines Flight 370）。[75]
- 克羅地亞薩格勒布的普雷奇科小學發生大規模持刀襲擊事件。行兇者持刀刺傷7人，導致1死6傷[76]。

## 12月22日
- 美國紐約市一名乘客在紐約地鐵列車內遭一名非法移民縱火焚燒致死[77]。

## 12月23日
- 羅馬尼亞議會經投票確認親歐洲的社會民主黨、國家自由黨、匈牙利人民主聯盟（英语：Democratic Alliance of Hungarians in Romania）三黨組成新內閣，由現任總理馬切爾·喬拉庫繼續領導。[78]
- 印度阿萨姆邦当局逮捕涉嫌童婚的416名人士。[79]
- 印度特种部队（英语：Special Task Force (India)）在北方邦的比利皮德击杀了三名卡利斯坦运动的成员。[80]
- 比亚迪因其涉嫌以近似奴役的工作条件对待工人而被巴西当局关闭设在巴伊亚州的工厂。[81]

## 12月24日
- 盧森堡大公亨利宣佈將在2025年10月3日退位。[82]
- 新喀里多尼亞政府因喀里多尼亞共同黨（英语：Caledonia Together）黨員集體辭去閣員職務而倒閣。[83]

## 12月25日
- 阿塞拜疆航空8243号班机在哈萨克斯坦阿克套国际机场紧急降落时坠毁，造成39人死亡、28人受伤。[84]
- 一架无人机坠落在俄罗斯的北奥塞梯-阿兰共和国的一间四层楼的商场后引起火灾，导致一名女子丧生。[85]
- 东京地方法院以器物损坏及对宗教场所不敬两项罪名判处参与涂鸦靖国神社的中国男子姜卓君八个月徒刑。[86]

## 12月26日
- 臺灣臺北地檢署審結京華城案和柯文哲政治獻金案，依貪污治罪條例違背職務收賄、圖利、侵占、背信等罪起訴柯文哲，向法院求處總計28年6月徒刑。[87]柯文哲在繳納新台幣3000萬元保釋金後暫時回家。[88]
- 中共解放军陆军原副司令员尤海涛中将和南部战区海军司令李鹏程中将因涉嫌严重违纪违法被罢免全国人大代表职务。[89]
- 印度前总理曼莫汉·辛格去世，享年92岁。[90]

## 12月27日
- 在国民力量抵制下，韩国代理总统及总理韩悳洙被国会弹劾，总统及总理职位由副总理兼企划财政部长崔相穆代行。[91][92]
- 珠海市中级人民法院对珠海市体育中心驾车撞人案一审宣判，对被告人樊维秋以以危险方法危害公共安全罪判处死刑，剥夺政治权利终身。[93]
- 076型两栖攻击舰首舰四川号於上海下水。[94][95]

## 12月29日
- 克羅地亞舉行2024至25年克羅地亞總統選舉（英语：2024–25 Croatian presidential election）第一輪投票，現任佐蘭·米拉諾維奇與德拉干·普里莫拉茨（英语：Dragan Primorac）進入1月12日的第二輪投票。[96]
- 米哈伊爾·卡韋拉什維利就任喬治亞總統。薩洛梅·祖拉比什維利搬出總統府，但拒絕承認卡韋拉什維利具有正當地位。[97]
- 朝鮮中央領導層發生重大變動，總理由朴泰成接任金德訓，金正官任副總理，崔善姬與李永吉升任中央政治局委員。[98]
- 南韓濟州航空2216號班機在降落務安國際機場時衝出跑道並撞上圍籬，造成179人死亡[99]。
- 在柯文哲完成3,000萬元交保之後，台灣台北地檢署因不服台北地方法院裁定而上訴，最終高等法院撤銷原裁定發回更審[100]。
- 第39任美國總統吉米·卡特在喬治亞州普雷恩斯的家中辭世，享年100岁[101]。

## 12月30日
- 中国河北省邯郸市中级人民法院对邯郸初中生杀人案一审公开宣判，对被告人张某某以故意杀人罪判处无期徒刑，剥夺政治权利终身；对被告人李某以故意杀人罪判处有期徒刑十二年；被告人马某某依法不予刑事处罚，由公安机关和教育部门依法决定对其进行专门矫治教育[102]。
- 美國財政部披露遭到一名由中華人民共和國當局支持的黑客入侵，該黑客成功取得非機密文件[103]。